# Карло I Токо
Вижте пояснителната страница за други личности с името Карло I.
Ка̀рло I То̀ко е владетел на Епирското деспотство от 1411 г. до смъртта си на 4 юли 1429 г.

## Биография
Карло I е синът на графа на Кефалония и Левкада – Леонардо I Токо от Магдалена де Бунделмонти, сестра на Исав де Бунделмонти. Самият Леонардо I Токо (който е граф на Кефалония от 1357 г. до 1376 г. и дук на Левкада от 1362 г. до 1376 г.) е син на Гилермо II Токо (управител на Кефалония от 1328 г. до 1335 г.) и Маргарита Орсини, сестра на Николай Орсини и Йоан II Орсини. Чрез тези си връзки Карло Токо наследява Епир от страна на родовете Орсини и Бунделмонти.
Карло I унаследява баща си Леонардо I като граф на Кефалония и херцог на Левкада още през 1376 г. Той си поделя властта с брат си Леонардо II, комуто през 1399 г. е поверен остров Занте като поземлено владение (апанаж). Наследството от тъста му Нерио I Ачайоли (Атинско херцогство) дава на Карло правото да сложи ръка върху Коринт и Мегара, като той веднага се въвлича в делата на Пелопонес, държейки части от Илида от 1402 г. до 1427 г.
След 1405 г. Карло вече владее няколко крепости на континента, включително и Аргирокастро. Той е припознат като наследник на чичо си Исав де Бунделмонти в Янина след прокуждането на неговата вдовица и син през 1411 г. При все това, на Карло му се налага да се справи с упоритите албански кланове, в частност с Мурик Буа Шпата в Арта.
Въпреки победата на Мурик над Карло през 1412 г., албанците не успяват да превземат Янина. Даже напротив, скоро след като убива Мурик в сражение през 1415 г., Карло напредва към Арта и през 1416 г. успява да я подчини. Арта е поверена на по-малкия му брат Леонардо II, след което Токите се оказват владетели на всички по-важни градове в Епир. През 1415 г. Карло I получава титлата деспот от византийския император Мануил II Палеолог. Освен спора си с византийските владетели на Пелопонеското деспотство за Илида, Карло прекарва остатъка от управлението си в относителен мир.
Въпреки че има няколко извънбрачни деца, той бива наследен от племенника си Карло II Токо, син на Леонардо II Токо. Племенницата му Магдалена Токо се омъжва за Константин XI Палеолог.

## Семейство
Карло I Токо няма деца от брака си с Франческа Аучиоли, дъщерята на Нерио I Аучиоли от Атинското херцогство. От връзката си с неизвестна наложница, Карло има петима извънбрачни синове:
- Мемнон Акарнанийски;
- Еркол;
- Турно;
- Антонио;
- Орландо Рениаски.

## Хрониката на рода Токо от Кефалония
Значителни сведения за Карло I Токо се намират в Хрониката на рода Токо от Кефалония, която явно е написана от техен съвременник, покривайки периода 1375 – 1425 г. и следователно управлението на Карло I.